# یوهان هورواث
یوهان هورواث (انگلیسی: Johann Horvath; ۲۰ مهٔ ۱۹۰۳ – ۳۰ ژوئیهٔ ۱۹۶۸) بازیکن فوتبال اهل اتریش بود.
از باشگاه‌هایی که در آن بازی کرده‌است می‌توان به باشگاه فوتبال راپید وین و باشگاه فوتبال آدمیرا واکر مودلینگ اشاره کرد.
وی همچنین در تیم ملی فوتبال اتریش بازی کرده‌است.